# فیلیپ‌ویل
شهر فیلیپ‌ویل (به فرانسوی: Philippeville) در شهرستان فیلیپ‌ویل  در استان نمور  در منطقه فدرال والوون در کشور بلژیک واقع شده‌است.